# Toronto Blue Jays
Toronto Blue Jays is een honkbalclub uit Toronto, Ontario, Canada. De club werd opgericht in 1977. De Blue Jays zijn ook het enige team buiten de VS die de World Series hebben gewonnen. Ze zijn ook de enige club in Canada nadat de Montreal Expos naar Washington D.C. vertrokken om de Washington Nationals te worden
De Blue Jays spelen hun wedstrijden in de Major League Baseball. De club komt uit in de Eastern Division van de American League. Het stadion van de Toronto Blue Jays heet Rogers Centre en staat aan de voet van de CN Tower. Ze hebben de World Series twee keer gewonnen: in 1992 en 1993. In juni 2019 contracteerde Blue Jays de 17-jarige Nederlanders Sem Robberse en Jiorgeny Casimiri.

## Erelijst
- Winnaar World Series (2×): 1992, 1993
- Winnaar American League (2×): 1992, 1993
- Winnaar American League Oost (6×): 1985, 1989, 1991, 1992, 1993, 2015
- Winnaar American League Wild Card (van 1994 t/m heden) (1×): 2016
- American League Wild Card Game (van 2012 t/m 2019 en 2021) (1×): 2016
- American League Wild Card Series (2020 en sinds 2022) (3×): 2020, 2022, 2023